# Південний Ферганський канал

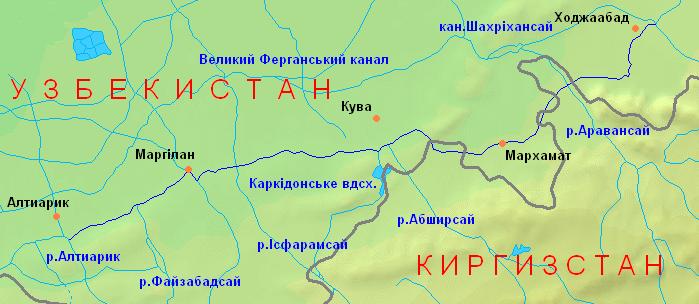
Протяжність каналу

Півде́нний Ферга́нський канал імені
Андре́єва (узб. Janubiy Fargʻona kanali, Жанубий Фарғона канали) —  магістральний іригаційний канал в Андижанській та Ферганській областях Узбекистану, а також в  Ошській області Киргизстану, найбільше відведення каналу Шахріхансай.

## Опис
Довжина Південного Ферганського каналу дорівнює 120 км, витрата води в голові - 85 м / с. Ширина каналу у верхній течії становить 12 м, у нижній течії — 2 м. Загалом зрошує 75,8 тис. га земель (25,2 тис. — в Андижанському вілояті, 48 тис. — у Ферганському вілояті, 2,6 тис. . — в Араванському районі Ошської області). Побудований в 1940 методом всенародної будівництва (хашара). Спочатку доходив до Маргілансаю, але в 1946 роцi був доведений до Алтіариксаю.
Південний Ферганський канал починається вище міста Ходжаабад, вiдходячi злiва вiд каналу Шахрихансай. Перетинає русла річок Акбурасай, Аравансай, Ісфайрамсай та Алтиарик, де врештi й закінчується. Управління каналом знаходиться в місті Ходжаабад.
На своєму протязі має 1 гідроелектростанцію та кілька мальовничих водоспадів.
Від каналу відходить Каркідонський канал (18 м³/с), який наповнює Каркідонське водосховище.
На Південному Ферганському каналі розташовані міста Ходжаабад, Мархамат та Маргілан.
| Киргизстан | Це незавершена стаття з географії Киргизстану. Ви можете допомогти проєкту, виправивши або дописавши її. |

| Узбекистан | Це незавершена стаття з географії Узбекистану. Ви можете допомогти проєкту, виправивши або дописавши її. |